# Svetlana Kapánina
Svetlana Vladímirovna Kapánina (en ruso: Светлана Владимировна Капанина) (Shchuchinsk, Kazajistán, 28 de diciembre de 1968) es una piloto acrobático rusa, instructora de primera clase de Sukhoi, miembro del equipo nacional de acrobacia aérea rusa, Maestro de Honor de Deportes de Rusia y Entrenadora Emérita de Rusia.

## Biografía
Después de completar la licenciatura de Farmacia, comenzó a volar en el año 1988. 
Actualmente reside en Moscú, Rusia, junto a su marido Vladimir Stepanov y sus dos hijos

## Trayectoria deportiva
Ha conseguido hasta 2011 38 medallas de oro en diferentes campeonatos internacionales. Ha ganado 6 veces la medalla de oro por equipos del Campeonato Mundial de Vuelo Acrobático como miembro del Equipo Nacional de Vuelo Acrobático Ruso.

### Palmarés internacional
| Año  | Modalidad | Campeonato internacional                   | Avión acrobático | Posición absoluta |
| ---- | --------- | ------------------------------------------ | ---------------- | ----------------- |
| 2011 | Unlimited | 26. Campeonato Mundial de Vuelo Acrobático | Su-26M3          | 4                 |
| 2010 | Unlimited | 17. Campeonato Europeo de Vuelo Acrobático | Su 26M3          | 18                |
| 2009 | Unlimited | 25. Campeonato Mundial de Vuelo Acrobático | Su26M3           | 11                |
| 2008 | Unlimited | 16. Campeonato Europeo de Vuelo Acrobático | Su 26M           | 4                 |
| 2008 | Freestyle | 16. Campeonato Europeo de Vuelo Acrobático | Su 26M           | 4                 |
| 2007 | Unlimited | 24. Campeonato Mundial de Vuelo Acrobático | Su 26 M3         | 4                 |
| 2007 | Freestyle | 24. Campeonato Mundial de Vuelo Acrobático | Su 26 M3         | 4                 |
| 2006 | Unlimited | 15. Campeonato Europeo de Vuelo Acrobático | Su 31M           | 8                 |
| 2005 | Unlimited | 23. Campeonato Mundial de Vuelo Acrobático | Su 26 M3         | 4                 |
| 2005 | Freestyle | 23. Campeonato Mundial de Vuelo Acrobático | Su 26 M3         | 17                |
| 2003 | Unlimited | 22. Campeonato Mundial de Vuelo Acrobático | Su 26            | 2                 |
| 2001 | Unlimited | 21. Campeonato Mundial de Vuelo Acrobático | Su 31            | 6                 |
| 2001 | Freestyle | 21. Campeonato Mundial de Vuelo Acrobático | Su 31            | 2                 |
| 2000 | Unlimited | 20. Campeonato Mundial de Vuelo Acrobático | Su 31            | 15                |
| 1998 | Unlimited | 19. Campeonato Mundial de Vuelo Acrobático | Su 26            | 3                 |
| 1998 | Freestyle | 19. Campeonato Mundial de Vuelo Acrobático | Su 26            | 14                |
| 1997 | Unlimited | 11. Campeonato Europeo de Vuelo Acrobático | Su 26            | 3                 |
| 1996 | Unlimited | 18. Campeonato Mundial de Vuelo Acrobático | Su 26            | 4                 |
| 1996 | Freestyle | 18. Campeonato Mundial de Vuelo Acrobático | Su 26            | 22                |
| 1995 | Advanced  | 1. Campeonato Mundial de Vuelo Acrobático  | Yak 55           | 2                 |
| 1995 | Unlimited | 10. Campeonato Europeo de Vuelo Acrobático | Su-31            | 14                |

## Premios otorgados por laFAI
- 1997 Paul Tissandier Diploma.
- 2005 FAI Sabiha Gökçen Medal[3]

### Videos
- Svetlana Kapanina aerobatic display in Festa al Cel Barcelona Airshow 2011, YouTube